# Pardos
Pardo é um termo usado pelo Instituto Brasileiro de Geografia e Estatística (IBGE) para configurar um dos cinco grupos de "cor ou raça" que compõem a população brasileira, junto com brancos, pretos, amarelos e indígenas. No sentido concreto, estrito, a palavra pardo é usada para referir-se aos brasileiros com variadas ascendências étnicas. O manual do IBGE define o significado atribuído ao termo como pessoas com uma mistura de cores de pele, seja essa miscigenação mulata (descendentes de brancos e negros), cabocla (descendentes de brancos e ameríndios), cafuza (descendentes de negros e indígenas) ou mestiça. Historicamente, "pardo" foi usado como sinônimo de um sistema de castas usado na América de colonização espanhola entre os séculos XVI e XVIII. O termo era mais utilizado em pequenas áreas da América Hispânica que tinham sua economia baseada na escravidão durante a era colonial.
De acordo com o censo demográfico de 2022, os pardos compõem 92 milhões de pessoas, ou 45,34% da população do Brasil, o que faz desse grupo racial o maior componente do povo brasileiro. O percentual de pardos na população brasileira cresceu significativamente nas últimas décadas. Além disso, o percentual de pardos é o que mais cresce na população brasileira. Em 2000, por exemplo, apenas 38,4% dos brasileiros que se autodeclaravam pardos, enquanto em 2006 o índice passou para 42,6% e, em 2009, para 44,2% da população total do país. Desde 2015, a proporção tem se mantido estável, em torno de 46%. Estudos genéticos atuais revelam que os pardos podem possuir ancestralidade europeia, indígena e africana subsariana, variando as proporções de acordo com o indivíduo e a região.

## Definição

### Origem do termo
Não existe um acordo ente os historiadores sobre a origem do termo "pardo", mas é consenso, conforme Corominas (apud Petrucelli), que a origem do termo está no latim, onde "pardus" se relaciona com leopardo (leão-pardo). Na Península Ibérica, o termo passou a ser utilizado oficialmente desde o ano de 1073. O termo "pardo" tem origem em Portugal a partir de 1111. Nos registros dos expostos da Santa Casa da Misericórdia de Lisboa, do século XVIII, as crianças eram classificadas racialmente em cinco categorias: "preto", "pardo", "negro", "mulato" e "branco".
Na famosa carta de Pero Vaz de Caminha para o rei Manuel I de Portugal, do ano de 1500, ele chamou os índios de "pardos": "Eram pardos, todos nus, sem coisa alguma que lhes cobrisse suas vergonhas. Nas mãos traziam arcos com suas setas. Vinham todos rijos sobre o batel".

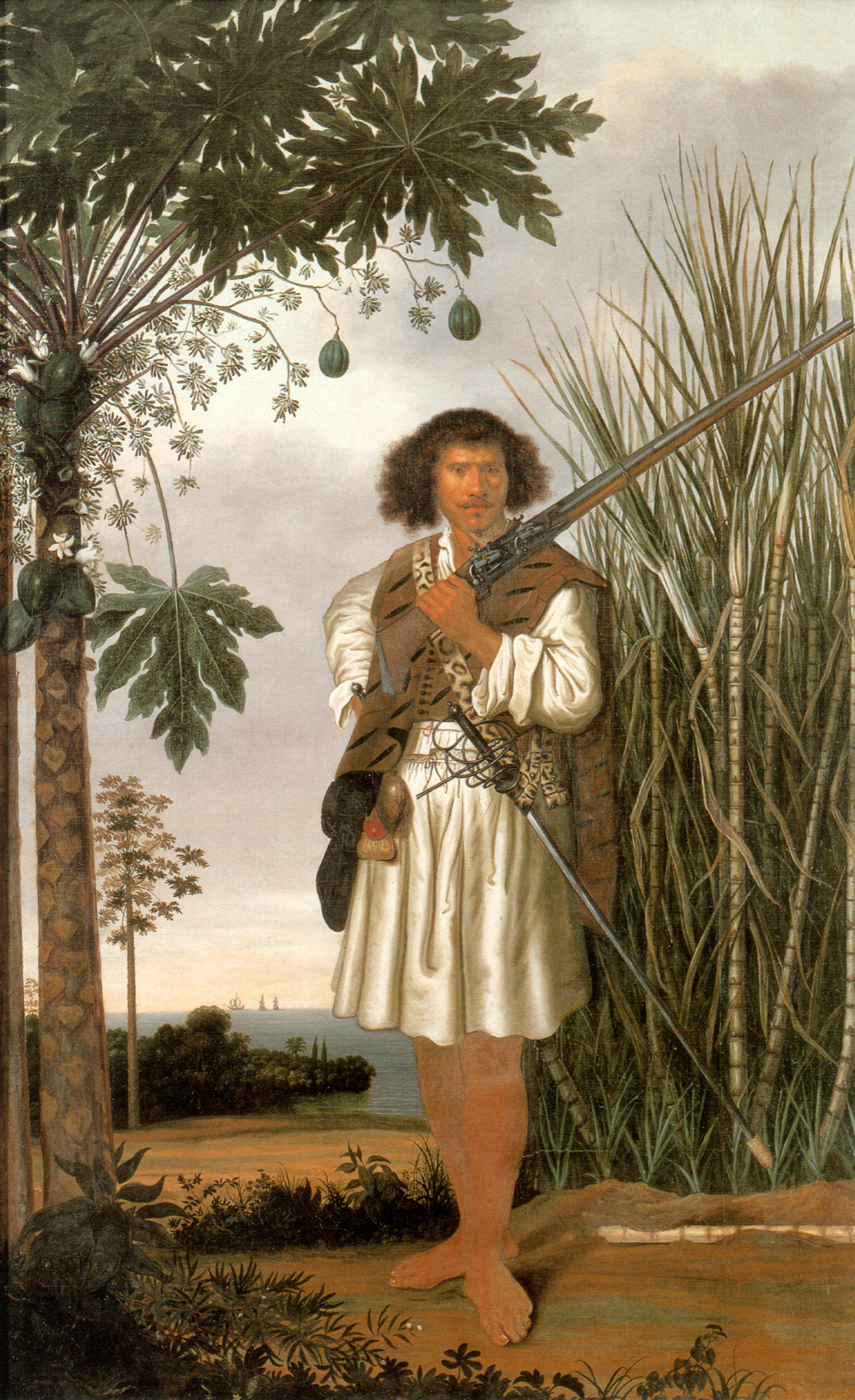
Mulato, por Albert Eckhout.

O emprego histórico da palavra pardo nem sempre significou apenas mulato. Basta uma leitura atenta dos testamentos e documentos do período colonial. Diogo de Vasconcelos, conhecido historiador mineiro, relata o caso de Andresa de Castilhos, conforme informação contida em testamento do século XVIII: "Declaro que Andreza de Castilhos, mulher parda, que tem assistido comigo há muitos anos, de quem tive três filhas, é forra por três sentenças e por uma carta de alforria [...] por ser esta mulher uma parte descendente de gentio da terra [...] Declaro que a dita Andreza de Castilhos é filha de homem branco e de mulher neófita".
A historiadora Maria Leônia Chaves de Resende dá vários exemplos para o emprego da palavra pardo quanto a pessoas de origem indígena em Minas Gerais: um Manoel, filho natural de Ana carijó, foi batizado como 'pardo'; em campanha diz ter encontrado vários registros onde índios foram classificados como 'pardos'; informa, por exemplo, que os índios João Ferreira, Joana Rodrigues, e Andreza Pedrosa foram classificados como 'pardos forros'; um Damaso se declarou 'pardo forro' do 'gentio da terra'; etc. Informa, assim, que os termos pardo e mestiço teriam sido usados para descrever inclusive os próprios índios. Aduz, ademais, que: "O crescimento do segmento "pardo" na população no final do século XVIII e início do século XIX não dizia respeito exclusivamente a descendentes de escravos africanos, mas também incluía índios e seus descendentes, em especial carijós e bastardos, que foram categorizados na condição de 'pardos'.
A historiadora Hebe Mattos mostra que a categoria "pardo", típica do final do período colonial, tem um significado muito mais abrangente que "mulato" ou "mestiço". Com o crescimento de uma população livre de ascendência africana, o termo teve sua significação ampliada. A categoria de "pardo livre" passou a englobar essa crescente população de origem africana, não necessariamente mestiça, mas já dissociada da escravidão por algumas gerações, para a qual os termos "crioulo" ou "preto", que remetiam diretamente à escravidão ou à recente alforria, não eram pertinentes.

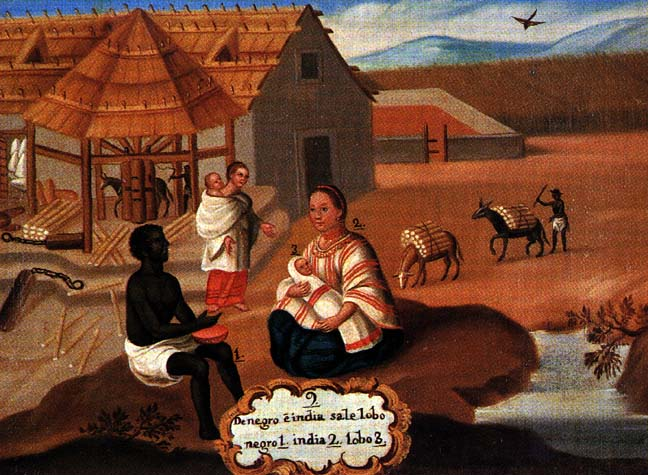
Representação de uma criança cafuza na "Pintura das Castas", do Vice-Reino da Nova Espanha, no século XVIII. A pintura ilustra: "De um negro e uma índia sai um lobo", que é sinônimo para cafuzo.

Portanto, o termo "pardo" também remetia a uma ascendência africana, mestiça ou não, que remarcava uma diferenciação social entre o grupo cujos ancestrais já haviam se libertado da escravidão há algumas gerações e o grupo de escravos ou libertos recém-saídos do cativeiro, para os quais os termos "crioulo" ou "preto" eram mais empregados. Ao mesmo tempo, refletia a discriminação em relação à população branca. Assim, hierarquia e posição social influenciavam na "cor" da pessoa, sendo esses elementos fluidos e dependendo das circunstâncias sociais, sendo negociada e reatualizada.
Exemplos de pessoas que "mudavam de cor" não faltam na historiografia brasileira. O historiador Roberto Guedes Ferreira, em sua tese de doutorado, ilustra esse fenômeno com alguns casos de casais moradores de Porto Feliz. No recenseamento de 1803, Alexandre de Madureira e sua esposa Inácia Maria foram classificados como "negros" mas, em 1808, foram identificados como "pardos". O inverso aconteceu com o casal Antônio de Pontes e Beatriz Maria: recenseados como "mulatos" em 1813 e como "negros" em 1818. Por outro lado, o casal Antônio Gonçalves e Constantina Maciel, classificado como "pardo" em 1803, 1808 e 1813, tornou-se "branco" em 1818.
Em nenhum lugar como na América Portuguesa a classificação fenótipa foi tão influenciada por diferentes variáveis. Não eram apenas a cor, o cabelo e as constituições físicas e faciais que determinavam a "cor" de um indivíduo. Além disso, o status social, o econômico e a própria cor do observador e do observado, assim como a época e a região, tinham influência decisiva. Assim, um indivíduo poderia "enegrecer", "embranquecer" ou "empardecer" de um contexto para outro. Normalmente, a pobreza "escurecia" o indivíduo, e a riqueza o "embranquecia".

### Definição dada peloIBGE
O Instituto Brasileiro de Geografia e Estatística (IBGE) é o órgão responsável pelas pesquisas censitárias no Brasil. O Manual do Recenseador do IBGE, com orientações para o censo nacional de 2020, assim define a categoria "parda":
| “ | Para a pessoa que se declarar parda ou que se identifique com mistura de duas ou mais opções de cor ou raça, incluindo branca, preta, parda e indígena. | ” |

O censo usa o critério da autodeclaração, portanto os entrevistados podem se classificar racialmente da maneira que bem entenderem e a sua autodeclaração não pode ser questionada pelo recenseador. O entrevistado só poderá escolher uma das cinco opções disponíveis: branca, preta, parda, amarela ou indígena.
Ademais, o manual do IBGE deixa claro que se o entrevistado se declarar de cor ou raça "negra", o entrevistador não deve pressupor nem a classificação na categoria parda, nem a classificação na categoria preta, e sim insistir para que o entrevistado escolha uma das 5 categorias: "Explique que o IBGE usa apenas as 5 (cinco) categorias mencionadas, desde o Censo 1991, e peça que o informante escolha uma das opções. Jamais assuma que negra é preta ou parda".
Caso algum morador do domicílio esteja ausente, a sua cor ou raça será atribuída pelo morador que estiver respondendo ao questionário.

## História

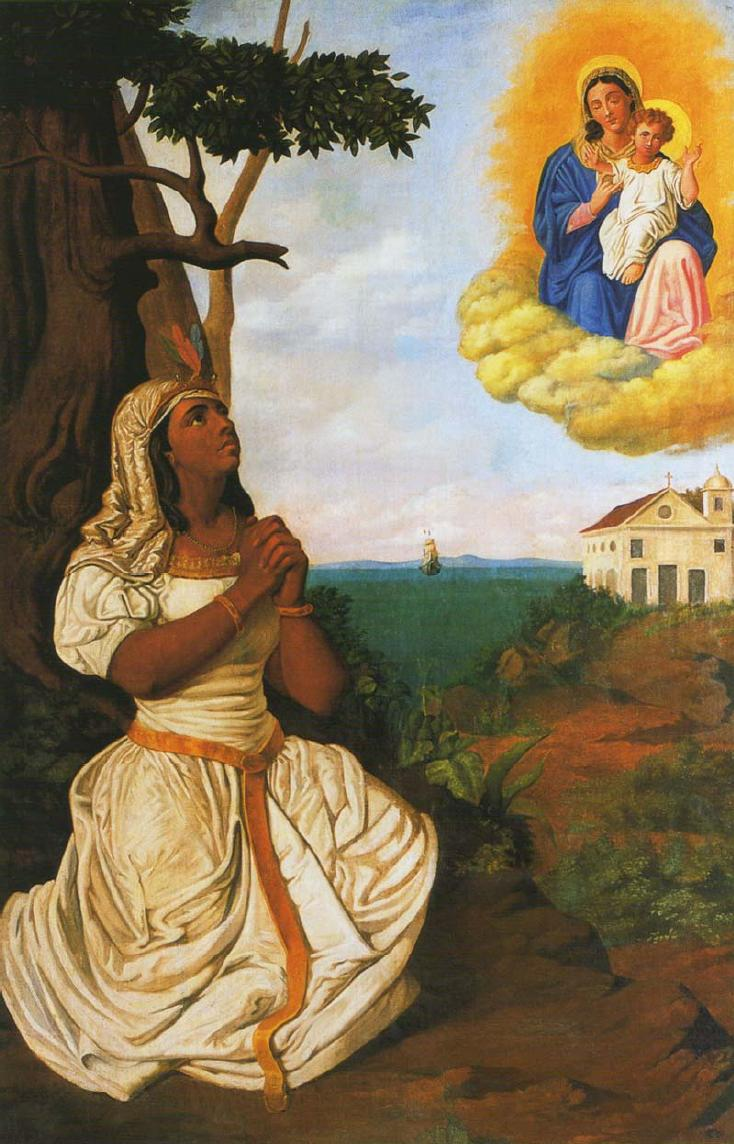
A princesa indígena tupinambá Catarina Paraguaçu, que foi esposa do Diogo Álvares Corrêa (Caramuru), e convertida ao catolicismo.

A História do povo pardo ou mestiço no Brasil começa nos primeiros anos do século XVI, com o início da exploração do pau-brasil na zona costeira. Embora as relações consensuais e não consensuais entre homens europeus e mulheres indígenas ocorram desde os primórdios da colônia, o primeiro caso documentado de indivíduo branco a se fixar em território brasileiro, e a prosperar em uma comunidade indígena no Brasil, foi o do português Diogo Álvares Corrêa, que naufragou na costa do recôncavo da Bahia em 1509.
Diogo Álvares, o "Caramuru" (apelido recebido pelos indígenas tupinambás), através da sua união com a princesa indígena Catarina Paraguassú, começaram a miscigenação racial baiana, e deram origem a "raça brasileira", juntos deixaram uma extensa descendência cabocla. A cabocla Madalena Caramuru (filha do Caramuru com a Catarina), é considerada a primeira mulher mestiça brasileira alfabetizada.

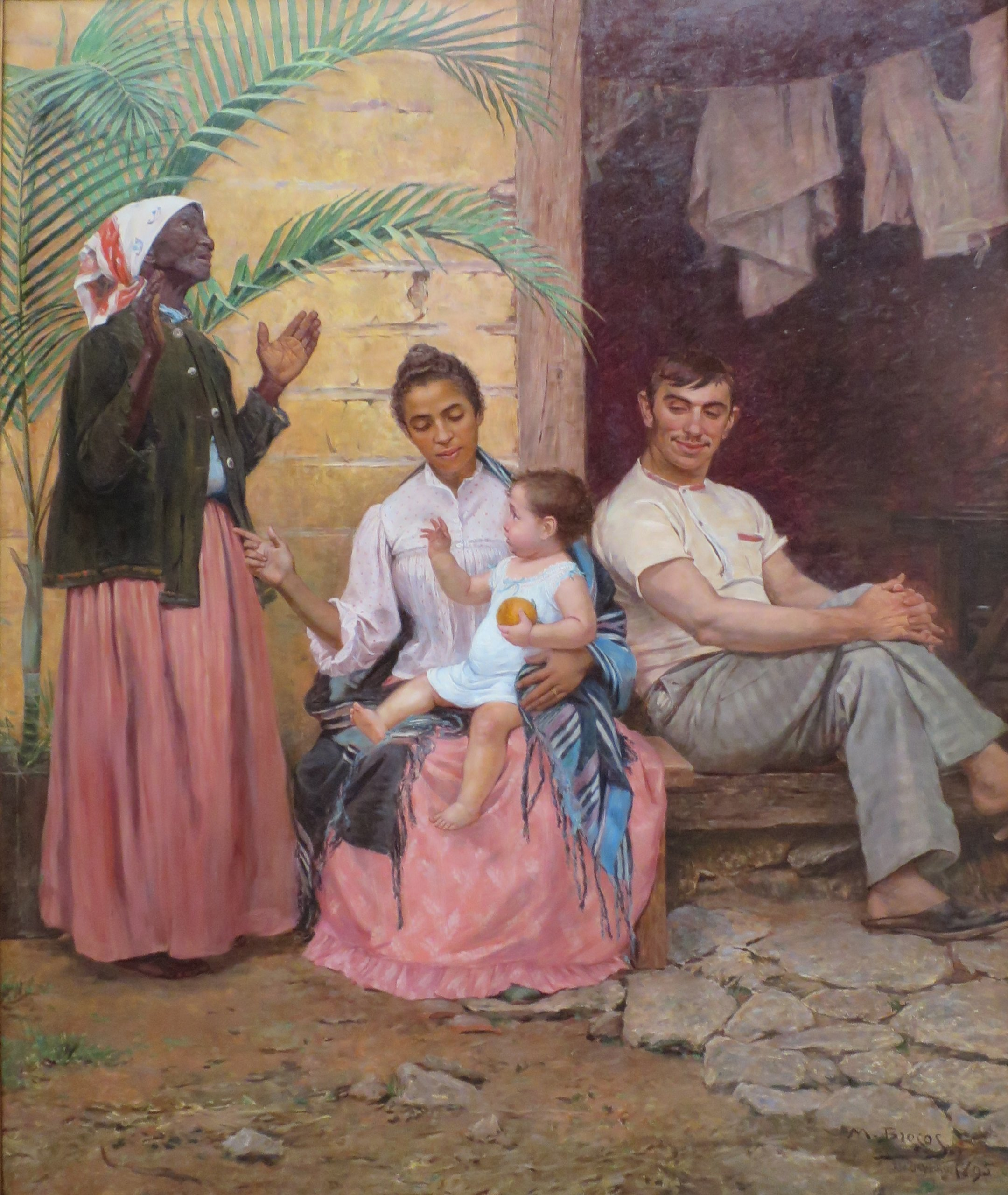
Obra A Redenção de Cam (1895), de Modesto Brocos, mostrando uma avó negra, uma filha mulata e genro e neto brancos. Para o governo brasileiro da época, a cada geração o brasileiro ficaria mais branco.

Uma característica da colonização portuguesa é que ela era majoritariamente masculina. A imigração portuguesa para o Brasil nos séculos XVI e XVII foi composta praticamente somente por homens. Dada essa ausência de mulheres brancas disponíveis ao matrimônio, mostrava-se inevitável que o colono português tomasse como amante uma mulher de origem africana ou indígena, fato que explica o grande número de pardos presente na população brasileira atual. Com a chegada dos portugueses ao atual território brasileiro, operou-se inicialmente a miscigenação deles com as mulheres indígenas e, posteriormente, com as africanas, dando origem a diversos tipos de cruzamentos e, em decorrência, a diversas denominações para classificar essas pessoas: mulato (branco e negro), mameluco (branco e índio), cafuzo ou cabra (negro e índio), bem como pardo, entre outros.
Em certas regiões do Brasil, houve o predomínio da miscigenação entre europeus, africanos e índios; em outras regiões, predominou a miscigenação entre apenas os europeus e os indígenas; e, em outras regiões, houve o predomínio da miscigenação entre europeus e africanos, sendo essa última forma de miscigenação citada tida por muitos como sendo a que ocorreu com mais frequência.

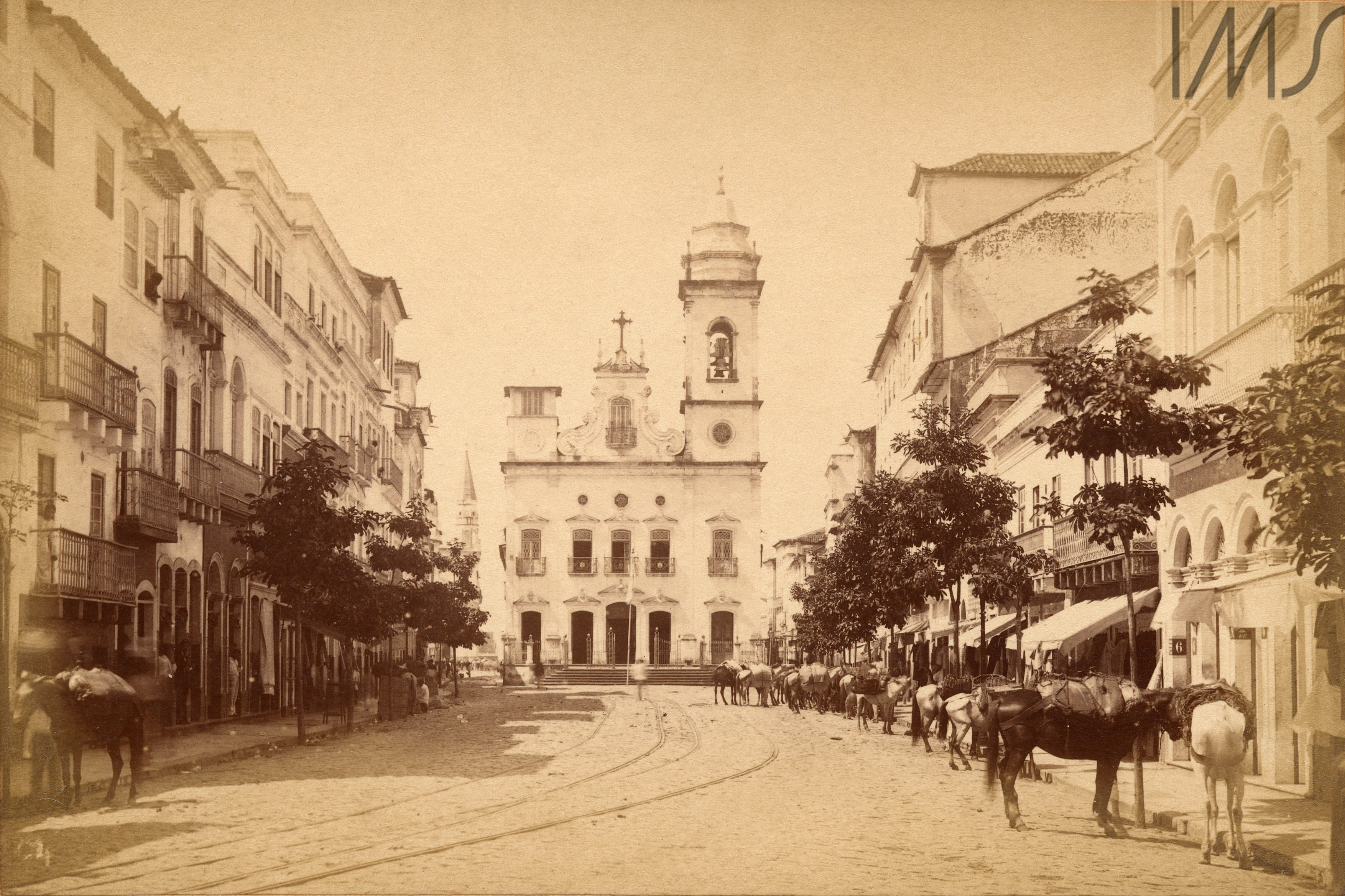
Igreja de Nossa Senhora do Livramento dos Homens Pardos no Recife (c. 1880).

Os pardos sempre estiveram presentes em todas as classes sociais brasileiras, inclusive entre a elite. No final do século XIX, o francês conde de Gobineau observou que havia mulatos no Senado brasileiro e que o Barão de Cotegipe, então ministro das Relações Exteriores, também era mulato e concluiu: "Eles estão em todos os escalões sociais". Karl von Martirius e Johann Baptist von Spix, que viveram no Brasil entre 1817 e 1820, afirmaram ser "difícil determinar o limite entre as pessoas de cor e os brancos legítimos", ou seja, "saber onde terminavam o caboclo e o mulato e começavam o branco". Quando vigorava a escravidão, a sociedade brasileira dividia-se entre uma camada livre e outra escrava, e o mulato, o cafuzo ou o mestiço indefinido funcionavam como "amortecedores do antagonismo" entre essas duas classes e, os que tinham a pele mais clara, eram tratados como brancos ou quase brancos. Mesmo entre os considerados "brancos", haveria considerável número de caboclos ou mulatos claros, haja vista que os colonizadores portugueses continentais tendiam a imigrar para o Brasil sozinhos, sem trazer esposas, e a miscigenação era a regra entre os brasileiros.
Os pardos podem ter os mais variados perfis fenótipos (aparência) e comportamentais. A rigor, o que caracteriza um pardo é, para alguns autores, simplesmente, sua miscigenação. Não há um senso de pertencimento étnico entre os integrantes deste segmento e, geralmente, os pardos se percebem mais como "brasileiros" do que como "mestiços", mas a existência de movimentos próprios organizados mostra que alguns integrantes deste segmento possuem senso de pertencimento a identidade étnica distinta.

### Nos censos brasileiros

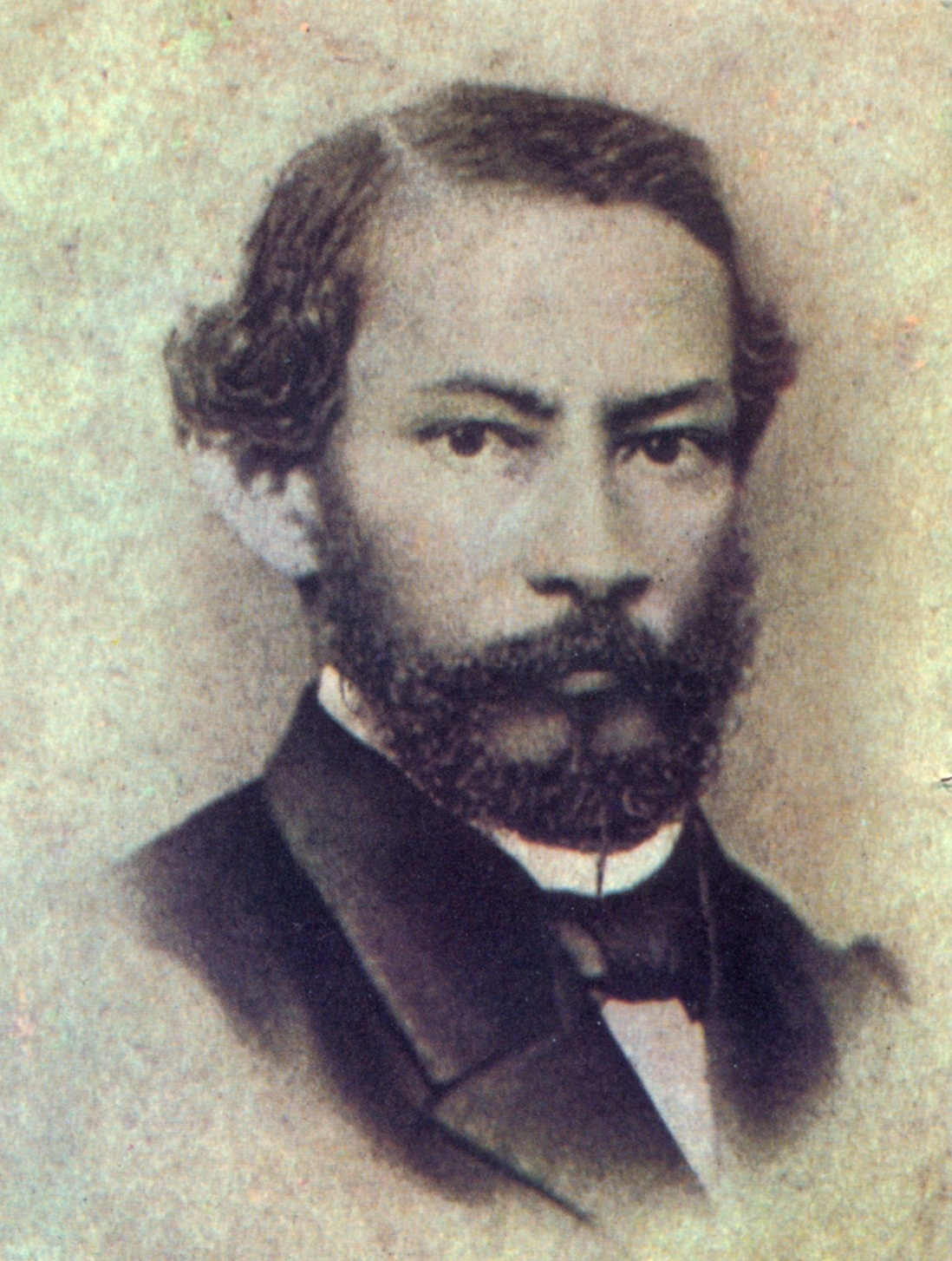
O poeta Gonçalves Dias, filho de pai português e mãe cafuza, representava a síntese do povo brasileiro

A categoria "pardo" foi usada no primeiro censo brasileiro de 1872. Em 1890, foi substituída pelo termo "mestiço". Já nos Censos de 1900 e 1920, as informações sobre cor ou raça não foram coletadas, enquanto em 1910 e 1930, as operações censitárias não foram realizadas. No Censo de 1940, foram estabelecidos três categorias (denominadas de "cor"): branco, preto e amarelo. Aqueles que mencionassem outra opção diferente das apresentadas, seria lançado um traço (—) no campo de "cor". Mais tarde, o traço acabou sendo interpretado como "pardo", uma categoria residual que também englobaria também os indígenas. A categoria "pardo" foi utilizada novamente nos Censos de 1950 e 1960, mas foi excluída do Censo de 1970. Em seguida, no Censo de 1980, o "pardo" voltou a ser pesquisado. No Censo de 1991, no qual ocorreu a inserção da categoria "indígena", o "pardo" foi uma das opções do campo denominado "raça ou cor". Já nos Censos de 2000, 2010 e 2022, a categoria "pardo" foi uma das possibilidades de escolha no campo "raça ou cor".
Em 1872, os pardos eram 38,3% da população, os brancos 38,1% e os pretos 19,7%. Em 1940, a população parda havia se reduzido para 21,2%, a preta para 14,6% e a branca aumentado para 63,8%. Esse processo de "branqueamento" tem várias explicações. Primeiro, a grande imigração trouxe milhões de europeus para o Brasil nas décadas antecedentes. As taxas de reprodução dos não brancos eram menores do que dos brancos. A miscigenação aumentou, gerando uma prole de pele mais clara. E, por fim, muitas pessoas que, nos censos anteriores, se classificavam como "pretas" migraram para a categoria "parda", assim como muitos que se diziam "pardos" migraram para a categoria "branca". Este fenômeno estava associado à ascensão social de pessoas de pele mais escura que foram "migrando" para as categorias mais claras de cor, uma vez que, no Brasil, a classe social interfere na classificação racial.
O demógrafo Giorgio Mortara calculou que, do censo de 1872 ao de 1940, 59 mil brasileiros anualmente "passaram" da categoria parda para a branca. Assim, no censo de 1940, pelo menos 4 milhões de pessoas classificadas como brancas foram classificadas como pardas nos censos anteriores ou descendiam destas.

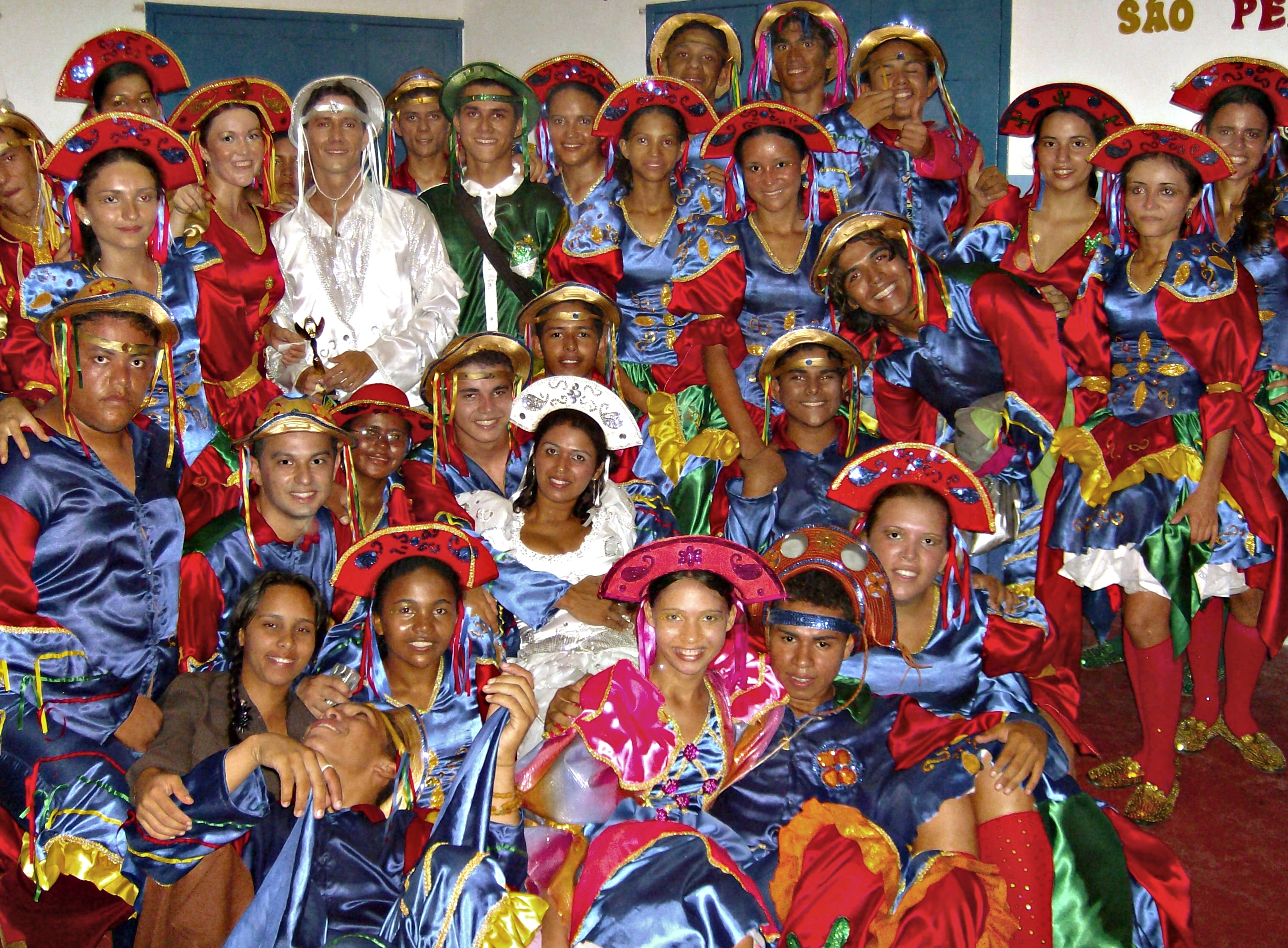
Quadrilha junina em Belém, na Paraíba. Nesse estado, a maioria da população é de cor parda.

Por outro lado, do censo de 1950 ao de 1991, a população branca caiu constantemente e a parda cresceu. Em 1950, os pardos eram 29,5% mas, em 1991, 42,4%. Os brancos, por outro lado, diminuíram de 61,7% para 51,6% e os pretos de 11% para 5%. As taxas de fecundidade e mortalidade não são suficientes para explicar essa brusca alteração. O que houve nesse período foi uma grande "emigração" de "pretos" para a categoria "parda". Das pessoas de 14 a 19 anos de idade que, em 1950, se classificaram como "pretas", cerca de 38% se reclassificaram como pardas ou brancas no censo de 1980. Era o ideal do "branqueamento", com raízes no período colonial, ainda persistindo no imaginário brasileiro.
Entre 1991 e 2000, os pardos decresceram de 42,4% para 38,5%. Em 2010, aumentaram para 43,1%. O contínuo crescimento da população parda durante o século XX é descrito por alguns como o fenômeno da "pardização" do Brasil.
Para o Instituto Brasileiro de Geografia e Estatística, o crescimento das pessoas que se dizem pardas ou pretas reflete a "revalorização da identidade de grupos raciais historicamente discriminados".
Porém, na Pesquisa Nacional de Amostra por Domicílio de 2011, a tendência histórica se alterou: só a população preta é que vem aumentando, entre 2009 e 2011 cresceu de 6,9% para 8,2%, enquanto a população parda e branca diminuiu nesse período. No entanto, existe uma tendência para o aumento da população parda no Brasil, quando comparamos o número de pessoas que se declaram como pessoas pardas, através dos censos. Com base no levantamento dos censos realizados pelo IBGE, realizado por Silva e Leão, o historiador Denis Moura Dos Santos, descreve uma tendência de aumento do número de pessoas pardas a partir do Censo de 2022, quando, segundo o pesquisador, haverá o predomínio de pessoas que se declaram pardas na população brasileira.
De acordo com o censo demográfico do IBGE, em 2022 45,3% da população brasileira se declarou parda. Esta foi a primeira vez, desde 1991, que os pardos constituíram o maior grupo populacional do país.

#### Pardos como negros: Estatuto da Igualdade Racial e críticas
Nos últimos anos, diversos estudos publicados no Brasil sobre indicadores socioeconômicos vêm agregando as categorias parda e preta numa categoria única denominada "negra". Essa definição foi incorporada no Estatuto da Igualdade Racial, promulgado em 2010.
Frequentemente, afirma-se que essa metodologia foi também adotada pelo IBGE, porém essa informação é incorreta. O IBGE, que é o órgão responsável pelas pesquisas censitárias no Brasil, considera as categorias "preta" e "parda" como separadas. Em algumas publicações do IBGE, os dois grupos são reunidos, mas a soma de ambos é referida como "pretos e pardos", e não como "negros".
De fato, a soma de pretos e pardos como negros não tem relação com o IBGE, mas sim com trabalhos de sociólogos, do Movimento Negro e institutos de pesquisa. Na década de 1970, os sociólogos Carlos Hasenbalg e Nelson do Valle Silva utilizaram dados do censo para produzir estatísticas sobre a desigualdade racial no Brasil. Eles chegaram à conclusão de que pretos e pardos estavam em pior situação socioeconômica que brancos. Nessas pesquisas, os dois sociólogos separaram a população em "brancos" e "não brancos", essa última categoria juntando os pretos e pardos. Embora eles não explicassem o motivo dessa junção, ela pode ser explicada pelo pequeno número de pretos na sociedade brasileira, em comparação ao número maior de pardos (segundo o censo de 2010, apenas 7,4% dos brasileiros são pretos, comparados a 43,2% de pardos e 47,9% de brancos).
Após as publicações de Hasenbalg e Silva na década de 1970, praticamente todos os estudos sobre desigualdade racial no Brasil passaram a reunir pretos e pardos sob uma mesma categoria, mas denominando-a "não brancos" ou "pretos e pardos".
A decisão de juntar pretos e pardos como "negros" partiu do Movimento Negro. Para alguns militantes desse movimento, o maior índice de pobreza entre os pardos prova que essa população é vista como negra pelos outros. Ademais, alegam que haveria no Brasil uma "vergonha" dos pardos em se assumirem como negros, portanto a junção de pretos e pardos contribuiria para o aumento da conscientização em torno da identidade racial dessas pessoas.
Porém, a consagração desse modelo que separa o povo brasileiro somente entre "brancos" e "negros" apenas ocorreu na metade da década de 1990, quando passou a ser adotado por pesquisadores do IPEA, órgão ligado ao governo federal, na época sob a presidência de Fernando Henrique Cardoso. Ao invés de utilizarem a nomenclatura "não brancos", os pesquisadores do IPEA preferiram renomear a soma de pretos e pardos como "negro", em sintonia com o defendido pelo Movimento Negro.
Essas discussões raciais, contudo, tinham pouca relevância na vida prática dos brasileiros, até a adoção das quotas raciais pelas universidades públicas, a partir de 2001. A adoção das quotas fez a discussão racial transcender os meios acadêmicos e chegar à esfera pública, uma vez que passou a ser necessário definir quem é negro no Brasil, problema este que sempre se soube que seria de difícil solução. Essas discussões suscitam inúmeras polêmicas, como acusações de "fraudes" nas cotas, denúncias de que pardos estão sendo injustamente desclassificados de concursos ou casos de gêmeos univitelinos sendo classificados como racialmente diferentes por bancas incumbidas de verificar a raça dos candidatos.
Segundo uma fonte, a junção de pretos e pardos como negros não está relacionada a questões de ordem racial, cultural, de cor, genética ou antropológica, mas apenas a avaliação das "condições de vida" dos brasileiros. A explicação por quem defende essa metodologia é que os indicadores de condição de vida dos pardos e dos pretos são parecidos e que a origem da palavra "negro" faz com que ela possa ser usada em outros contextos e não só quando se trata de populações africanas.
Porém, esta decisão tem causado muitas polêmicas, pois não é um consenso geral na sociedade brasileira. Os brasileiros, geralmente, utilizam-se dos mais variados "termos raciais" para denominarem uns aos outros numa perspectiva multirracial. Entre os brasileiros, a "raça" de um indivíduo é baseada mais na aparência e alguns critérios subjetivos do que propriamente na ancestralidade. Isto gera, obviamente, equívocos e ambiguidades, porém é um traço da cultura brasileira que não pode ser ignorado. Os enganos causados pelo desconhecimento dessa metodologia são grandes, sendo cometidos até por jornais e políticos.
Essa metodologia de considerar todos os pardos como "negros" também é criticada por alguns estudiosos. Para o sociólogo Demétrio Magnoli, os pardos são um grupo mestiço, que não se vê nem como branco, nem como negro, mas como um grupo separado. Já o geneticista da Universidade Federal de Minas Gerais Sérgio Pena mostra, por meio de estudos genéticos, que, no Brasil, existem pardos e negros que têm ancestralidade predominantemente europeia, enquanto outros têm ancestralidade indígena, não fazendo sentido que todos sejam classificados sob a mesma categoria de "negros". Por sua vez, o cientista político e historiador José Murilo de Carvalho classifica essa metodologia como "genocídio racial estatístico", uma vez que a categoria "parda" sempre incluiu muitos brasileiros mestiços de índios, predominantes nos estados do Norte, os quais estão sendo excluídos das estatísticas com essa nova metodologia. Ainda segundo Murilo de Carvalho, essa metodologia de dividir a população brasileira somente entre "brancos" e "negros" passou a ser adotada por certos grupos após campanha "liderada por ativistas do movimento negro, sociólogos, economistas, demógrafos, organizações não-governamentais, órgãos federais de pesquisa", numa tentativa de copiar o modelo de classificação racial norte-americano para a realidade brasileira.
| “                                  | De uma penada, ou de uma somada, excluem do mapa demográfico brasileiro toda a população descendente de indígenas, todos os caboclos e curibocas. Escravizada e vitimada por práticas genocidas nas mãos de portugueses e bandeirantes, a população indígena é objeto de um segundo genocídio, agora estatístico. A não ser pelos trezentos e tantos mil índios, a América desaparece de nossa composição étnica. Restam Europa e África. | ” |
| — José Murilo de Carvalho, O Globo | |   |

##### Consequências da metodologia
Uma consequência dessa nova metodologia que reúne pardos e pretos como negros é que na lei nº 12.990/2014, que reserva 20% das vagas nos concursos públicos federais para candidatos "negros", os "pardos", juntos aos "pretos", estão explicitamente sendo contados como "negros" e, portanto, fazendo jus a concorrer às vagas reservadas para os negros. Embora o texto da lei fale que basta a "autodeclaração" do candidato como preto ou pardo para concorrer às vagas, haja vista supostas "fraudes" nas autodeclarações terem ocorrido, uma Instrução Normativa do Ministério do Planejamento e Gestão (MPOG) de 2016 estabeleceu que todos os candidatos cotistas, em concursos de âmbito federal, deverão ser submetidos a uma "comissão", com o objetivo de averiguar a sua aparência física ("aspectos fenotípicos do candidato, os quais serão verificados obrigatoriamente com a presença do candidato").
Outra consequência é o possível uso da soma de pretos e pardos como negros para produzir estatísticas enganosas. Segundo a jurista Roberta Kaufmann, existe uma "grotesca manipulação dos índices relacionados aos negros". Ela cita que muitos ativistas contam os pardos como negros para dizer que a maioria da população brasileira é negra, mas excluem os pardos quando afirmam, por exemplo, que há apenas 3% de negros nas universidades brasileiras. Por exemplo, quando brancos, pretos e pardos são contados separadamente, encontra-se que a maioria dos presos no Brasil são pardos (43,7%) ou brancos (35,7%), sendo os pretos uma minoria (17%); por sua vez, quando pretos e pardos são contados juntos, encontra-se uma maioria de presos "negros".

##### Comparação com os Estados Unidos
O antropólogo Kabengele Munanga afirma que a reunião de "pretos" e "pardos" sob a mesma categoria de "negros", que vem sendo adotada recentemente no Brasil, é uma tentativa dos brasileiros de copiar os Estados Unidos: "Trata-se, sem dúvida, de uma definição política embasada na divisão birracial ou bipolar norte-americana, e não biológica", afirmou ele. O antropólogo Antonio Risério explica que, por pressão dos movimentos negros e racialistas, tem-se tentando impor no Brasil uma visão racial norte-americana, em oposição à brasileira, o que, segundo ele, é algo negativo: "E a importação desse modelo dicotômico falsifica a realidade brasileira. A experiência histórica de um povo não pode ser substituída pela experiência histórica de outro".
A divisão birracial dos Estados Unidos tem origem na "regra de uma gota" ("one-drop rule"), que foi um conceito racista que imperou no país durante a maior parte do século XX. Com o objetivo de garantir a "pureza racial" dos brancos americanos, os americanos de ascendência mestiça passaram a ser contados como "negros". Em consequência, os mestiços não poderiam fazer sexo ou se casar com brancos e, assim, se garantia a "pureza racial" dos brancos. Em 1920, a categoria "mulato", que existia nos Estados Unidos desde 1840, foi excluída do censo, o que forçou os mestiços a se identificarem como negros, criando-se dois polos antagônicos (brancos versus negros). Porém, juridicamente, o conceito da "regra de uma gota" já não existe há muito tempo nos Estados Unidos. Desde o ano 2000, os americanos podem escolher mais de uma "raça" com o qual se identificam ao responderem o censo, e o número de americanos que se identificam como "mestiços" tem crescido exponencialmente. Ademais, devido ao aumento da população oriunda de países da América Latina, onde a miscigenação sempre foi muito intensa, uma identidade "brown" (parda) está cada vez mais presente nos Estados Unidos atuais.
A divisão da população somente entre "brancos" e "negros" apenas existiu nos Estados Unidos. Na África do Sul, a categoria intermediária dos mestiços ("coloured") sempre existiu, mesmo durante o regime do Apartheid. Em Angola, os descendentes mistos de negros e brancos são chamados de "cabritos", "mestiços" ou "mulatos" e nos países de língua espanhola, termos que traduzem uma miscigenação, como "mestizo", "mulato" e "moreno", também são amplamente usados pela população.
Ademais, a história da miscigenação no Brasil e nos Estados Unidos foi muito diferente. Nos Estados Unidos, os colonos europeus chegavam com suas famílias inteiras, trazendo esposas, o que limitou o processo de miscigenação. Ademais, as leis anti-miscigenação nos Estados Unidos impediam que as pessoas pudessem escolher livremente seus parceiros sexuais. No Brasil, por outro lado, os colonos portugueses quase sempre chegavam sozinhos, sem trazer esposas, o que os empurrou para um processo de mestiçagem com as mulheres indígenas e africanas. Além do mais, a ausência de leis anti-miscigenação no Brasil facilitou o contato sexual entre pessoas de origens étnicas diferentes. Estudos genéticos mostram essa diferença: em geral, os brancos americanos são mais europeus que os brancos brasileiros, assim como os negros americanos são mais africanos que os negros brasileiros. Segundo estudo genético de 2015, o americano branco médio tem 98,6% de ancestralidade europeia, 0,19% africana e 0,18% indígena, o negro médio tem 73,2% de ancestralidade africana, 24% europeia e 0,8% indígena e o latino médio tem 65,1% de ancestralidade europeia, 18% indígena e 6,2% africana. Já no Brasil, segundo estudo de 2014, o branco médio tem 84,6% de ancestralidade europeia, 9,7% africana e 5,6% indígena, o negro médio 53,6% africana, 38,1% europeia e 8,3% indígena e o pardo médio 64,7% de ancestralidade europeia, 25,3% africana e 10% indígena, estando o pardo geneticamente mais próximo dos europeus do que dos africanos, portanto.
Embora a maioria dos norte-americanos considerados negros tenham significativa ancestralidade europeia, eles mantiveram uma ancestralidade predominantemente africana: apenas 1% dos negros americanos têm 50% ou mais de ancestralidade europeia, diferentemente dos pardos brasileiros, cuja ancestralidade é majoritariamente europeia, com uma média de 59% de ancestrais oriundos da Europa, segundo estudo genético de 2019. Portanto, a realidade racial dos norte-americanos é bastante diferente da dos brasileiros, porquanto os primeiros são muito menos miscigenados que os segundos.
| Ancestralidade genética de brasileiros e norte-americanos | Ancestralidade genética de brasileiros e norte-americanos | Ancestralidade genética de brasileiros e norte-americanos | Ancestralidade genética de brasileiros e norte-americanos | Ancestralidade genética de brasileiros e norte-americanos |
| Nacionalidade                                             | Cor/Etnia                                                 | Europeia                                                  | Africana                                                  | Indígena                                                  |
| --------------------------------------------------------- | --------------------------------------------------------- | --------------------------------------------------------- | --------------------------------------------------------- | --------------------------------------------------------- |
| Brasileiros                                               | Brancos                                                   | 84,6%                                                     | 9,7%                                                      | 5,6%                                                      |
| Brasileiros                                               | Pardos                                                    | 64,7%                                                     | 25,3%                                                     | 10%                                                       |
| Brasileiros                                               | Negros                                                    | 38,1%                                                     | 53,6%                                                     | 8,3%                                                      |
| Norte-Americanos                                          | Brancos                                                   | 98,6%                                                     | 0,19%                                                     | 0,18%                                                     |
| Norte-Americanos                                          | "Latinos"                                                 | 65,1%                                                     | 6,2%                                                      | 18%                                                       |
| Norte-Americanos                                          | Negros                                                    | 24%                                                       | 73,2%                                                     | 0,8%                                                      |

Segundo o sociólogo Reginald Daniel da Universidade da Califórnia em Santa Bárbara, os Estados Unidos têm abandonado a rígida estratificação de "brancos" e "negros" e estão cada vez mais parecidos com o Brasil em seu modelo de classificação racial: "Com a imigração latina e o crescimento de casamentos inter-raciais, cada vez mais americanos se veem como multirraciais". Já no Brasil, tem acontecido o caminho inverso: "cresce no país o número de pessoas que se identificam como pretas ou negras e repelem termos que designam grupos intermediários, como pardo ou mestiço", explicou ele.

### Como os pardos se veem
De acordo com uma pesquisa, quando solicitados a se classificarem racialmente da maneira que bem entenderem, 43% dos entrevistados previamente classificados como pardos continuam a dizer que são pardos e 38% optam por dizer que são morenos. Apenas 3% dizem que são negros e 1% pretos. O resultado está na tabela a seguir:
| Brancos  | 0%  |
| Pardos   | 43% |
| Pretos   | 1%  |
| Mulatos  | 8%  |
| Mestiços | 7%  |
| Negros   | 3%  |
| Morenos  | 38% |

Segundo um outro estudo, quando a categoria "parda" é eliminada, deixando apenas as categorias "branca" e "preta" como opção, cerca de 40% dos pardos optam por dizer que são brancos, o que desconstrói a falácia de que os pardos podem ser classificados como "negros de pele clara".
Conforme outro estudo, os pardos são o grupo com maior "fluidez racial" no Brasil. No período analisado de nove meses, entre 2002 e 2014, 22,9% dos brasileiros "mudaram" de raça. Do total dos pardos, 19,6% se reclassificaram como brancos e 8% como pretos, na segunda entrevista (72% permaneceram pardos). Os dados são oriundos da Pesquisa Mensal de Emprego, do Enem e da RAIS/MTE.
Segundo o pesquisador do IBGE José Luiz Petruccelli, os pardos "normalmente são as pessoas que se classificam como ‘morenas’ ou ‘mulatas’, mas isso depende na região", afirma.

### Incidência do racismo
Segundo pesquisas, a grande maioria dos pardos brasileiros nunca foi vítima de racismo. Segundo pesquisa do Datafolha, de 2019, 18% dos entrevistados pardos relataram já terem sido vítimas de racismo, um número mais próximo dos brancos (11%) e bastante inferior ao dos pretos (55%). O resultado está na tabela abaixo:
| Você já sofreu preconceito por causa da sua cor ou raça? | Você já sofreu preconceito por causa da sua cor ou raça? | Você já sofreu preconceito por causa da sua cor ou raça? | Você já sofreu preconceito por causa da sua cor ou raça? |
| Cor do entrevistado                                      | Presença na amostra                                      | Já sofreu                                                | Nunca sofreu                                             |
| -------------------------------------------------------- | -------------------------------------------------------- | -------------------------------------------------------- | -------------------------------------------------------- |
| Pardo                                                    | 40%                                                      | 18%                                                      | 82%                                                      |
| Branco                                                   | 33%                                                      | 11%                                                      | 89%                                                      |
| Preto                                                    | 16%                                                      | 55%                                                      | 45%                                                      |
| Amarelo                                                  | 4%                                                       | 9%                                                       | 91%                                                      |
| Indígena                                                 | 2%                                                       | 30%                                                      | 70%                                                      |
| Outro                                                    | 5%                                                       | -                                                        | -                                                        |
| Total                                                    | 100%                                                     | 22%                                                      | 78%                                                      |

Uma pesquisa anterior também encontrou números semelhantes: 16% dos pardos entrevistados foram vítimas de racismo, comparado a 36% dos pretos.

### Reinterpretações do conceito

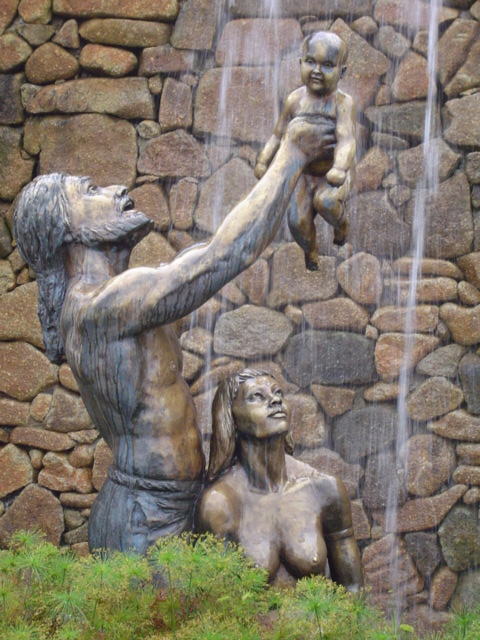
Nascimento de caboclo representado no Monumento aos Bandeirantes, em Santana de Parnaíba, São Paulo.

O conceito de miscigenação em si não contém nenhum sentido político. Porém, atualmente, há grupos que entendem que este conceito deve ser reinterpretado, embora reconheçam que a miscigenação é um traço marcante da sociedade brasileira.
A partir da década de 1990, os movimentos sociais de cunho racial começam a ter maior visibilidade sociopolítica. Alguns destes grupos passam a adotar uma retórica birracial, pleiteando um rótulo único para os não brancos num esquema similar ao estadunidense. As alegações destes grupos são que os indicadores socioeconômicos entre os não brancos são bastante similares, e que uma categoria única facilitaria a implementação de políticas públicas de inclusão social. Refutam a ideia de "pureza racial" e dizem que o termo "negro" se referiria a uma classe social, e não propriamente a uma "raça", nos moldes convencionais.
Porém, há grupos que são críticos a esta visão birracial da sociedade, pois alegam que há um percentual significativo de "brancos" pobres que não serão beneficiados por políticas públicas específicas para determinadas "raças". Além disso, dizem que as pessoas têm o direito de se autodeclararem da forma que bem entenderem, e que a imposição de identidades arbitrárias fere o direito a liberdade de expressão, bem como gera constrangimentos desnecessários.
O movimento de mestiços, por sua vez, opõem-se à inclusão dos pardos na categoria "negra" por entenderem que pardo refere-se à identidade mestiça e que esta é distinta daquelas que lhes deram origem.

### O termo "moreno"
No Brasil, o termo "moreno" é o mais usado quando as pessoas classificam sua cor de pele. Segundo pesquisa do Datafolha de 1995, 43% dos brasileiros classificaram espontaneamente sua cor como "morena" e suas variações ("morena clara" e "morena escura"). O termo "pardo", adotado oficialmente pelo IBGE, foi usado por apenas 6% dos entrevistados.
O termo "moreno" não existe apenas no Brasil. Ele também é amplamente usado em outros países da América Latina para designar a cor da pele das pessoas.

## Estudos genéticos
Estudos genéticos mostram que os pardos brasileiros têm ancestralidades europeia, africana e indígena. De acordo com um estudo genético de 2014, os brasileiros que se classificaram como pardos apresentaram 64,7% de ancestralidade europeia, 25,3% africana e 10% indígena. Por sua vez, os que disseram ser brancos tiveram 84,6% de ancestralidade europeia, 9,7% africana e 5,6% indígena e os negros 53,6% africana, 38,1% europeia e 8,3% indígena. De maneira geral, os brasileiros, sejam pardos, brancos ou negros, apresentam as três ancestralidades (europeia, africana e indígena), variando apenas o grau. Ademais, os pardos têm mais ancestralidade europeia do que africana ou indígena.
De acordo com um estudo genético de 2011, realizado com pessoas de cinco estados, em quatro deles os brasileiros de cor parda apresentaram ancestralidade predominantemente europeia, acima de 59%, sendo a única exceção o Rio Grande do Sul, onde os pardos tiveram praticamente a mesma proporção de mistura europeia e africana. No estado do Pará, os pardos tiveram o dobro de ancestralidade indígena (20,9%) em relação à ancestralidade africana (10,6%), enquanto que nos outros estados a ancestralidade africana foi maior que a indígena. Os resultados estão na tabela a seguir:
| Ancestralidade genética dos brasileiros de cor parda (de 2011) | Ancestralidade genética dos brasileiros de cor parda (de 2011) | Ancestralidade genética dos brasileiros de cor parda (de 2011) | Ancestralidade genética dos brasileiros de cor parda (de 2011) | Ancestralidade genética dos brasileiros de cor parda (de 2011) |
| Estado                                                         | Indígena                                                       | Africana                                                       | Europeia                                                       |                                                                |
| -------------------------------------------------------------- | -------------------------------------------------------------- | -------------------------------------------------------------- | -------------------------------------------------------------- | -------------------------------------------------------------- |
| Bahia                                                          | 11,9%                                                          | 28,8%                                                          | 59,3%                                                          |                                                                |
| Rio Grande do Sul                                              | 15,4%                                                          | 42,4%                                                          | 42,2%                                                          |                                                                |
| Pará                                                           | 20,9%                                                          | 10,6%                                                          | 68,6%                                                          |                                                                |
| Ceará                                                          | 12,8%                                                          | 14,4%                                                          | 72,8%                                                          |                                                                |
| Rio de Janeiro                                                 | 8,7%                                                           | 23,8%                                                          | 67,5%                                                          |                                                                |

Segundo estudo genético de 2007, realizado no Rio de Janeiro, os pardos apresentaram 68,1% de ancestralidade europeia, 23,6% africana e 7,3% indígena. O geneticista Sergio Pena concluiu: "Salta aos olhos que a ancestralidade africana dos indivíduos pardos (0,236) é intermediária entre a dos brancos (0,069) e pretos (0,509), estando de fato mais próxima dos primeiros do que dos últimos. Assim, pela análise desta amostra, não há qualquer fator que justifique a agregação proposta de pardos e pretos em negros".
Conforme estudo genético de 2019, que analisou o DNA de 9.834 pessoas de seis cidades brasileiras, o brasileiro de cor parda apresentou 59% de ancestralidade europeia, 26,4% africana e 11,4% indígena. A proporção de ancestralidade africana variou de 20% em Porto Alegre a 32,8% em Salvador e a proporção de ancestralidade europeia variou de 58,1% em Salvador a 67,9% em Belo Horizonte, ao passo que a ancestralidade indígena foi desde 7,4% em Salvador a 17% em Porto Alegre. Os resultados estão na tabela a seguir:
| Ancestralidade genética dos brasileiros de cor parda (de 2019) | Ancestralidade genética dos brasileiros de cor parda (de 2019) | Ancestralidade genética dos brasileiros de cor parda (de 2019) | Ancestralidade genética dos brasileiros de cor parda (de 2019) | Ancestralidade genética dos brasileiros de cor parda (de 2019) |
| Cidade                                                         | Indígena                                                       | Africana                                                       | Europeia                                                       |                                                                |
| -------------------------------------------------------------- | -------------------------------------------------------------- | -------------------------------------------------------------- | -------------------------------------------------------------- | -------------------------------------------------------------- |
| Salvador                                                       | 7,4%                                                           | 32,7%                                                          | 58,1%                                                          |                                                                |
| Vitória                                                        | 12,2%                                                          | 21,4%                                                          | 64%                                                            |                                                                |
| Belo Horizonte                                                 | 7,7%                                                           | 23,1%                                                          | 67,9%                                                          |                                                                |
| Rio de Janeiro                                                 | 14,9%                                                          | 23%                                                            | 58,6%                                                          |                                                                |
| São Paulo                                                      | 15%                                                            | 29,4%                                                          | 53,8%                                                          |                                                                |
| Porto Alegre                                                   | 17%                                                            | 20,2%                                                          | 56,7%                                                          |                                                                |
| Total                                                          | 11,4%                                                          | 26,4%                                                          | 59%                                                            |                                                                |

Conforme informado pelos autores na seção de limitações do estudo, este não é um estudo populacional, e não pode ser generalizado para toda a população brasileira. O estudo utiliza participantes do Estudo Longitudinal de Saúde do Adulto, que inclui funcionários ativos e aposentados de universidades brasileiras. Os participantes possuem maiores níveis educacionais que a população geral, e aqueles nas camadas mais baixas e mais altas  da sociedade não estão devidamente representados no estudo.

## Legislação sobre multirracialidade
Nunca houve no Brasil leis que proibissem casamentos mistos, a miscigenação ou que instituíssem entre os brasileiros segregação racial institucionalizada. Também nunca foi implantada no Brasil a chamada One-Drop Rule ("Regra de uma gota"), um tipo de regra que vigorava nos Estados Unidos até ser considerada inconstitucional pela Suprema Corte, e que considerava todos os que tivessem "sangue preto" (ou seja, que tivessem um ascendente qualquer preto, por mais remoto que fosse) como pretos, sem que essas pessoas tivessem a possibilidade de se autoidentificarem ou não como pretos.
De acordo com a Constituição Republicana de 1891:
Art° 72 A Constituição assegura a brasileiros e a estrangeiros residentes no País a inviolabilidade dos direitos concernentes à liberdade, à segurança individual e à propriedade, nos termos seguintes:
$1º- Ninguém pode ser obrigado a fazer ou deixar de fazer alguma coisa senão em virtude de lei.
$2º- Todos são iguais perante a lei.
A República não admite privilégios de nascimento, desconhece foros de nobreza e extingue as ordens honoríficas existentes e todas as suas prerrogativas e regalias, bem como os títulos nobiliárquicos e de conselho.
O Estado Republicano brasileiro sempre reconheceu, formalmente, a igualdade entre os seus cidadãos.

## Demografia

### Por região

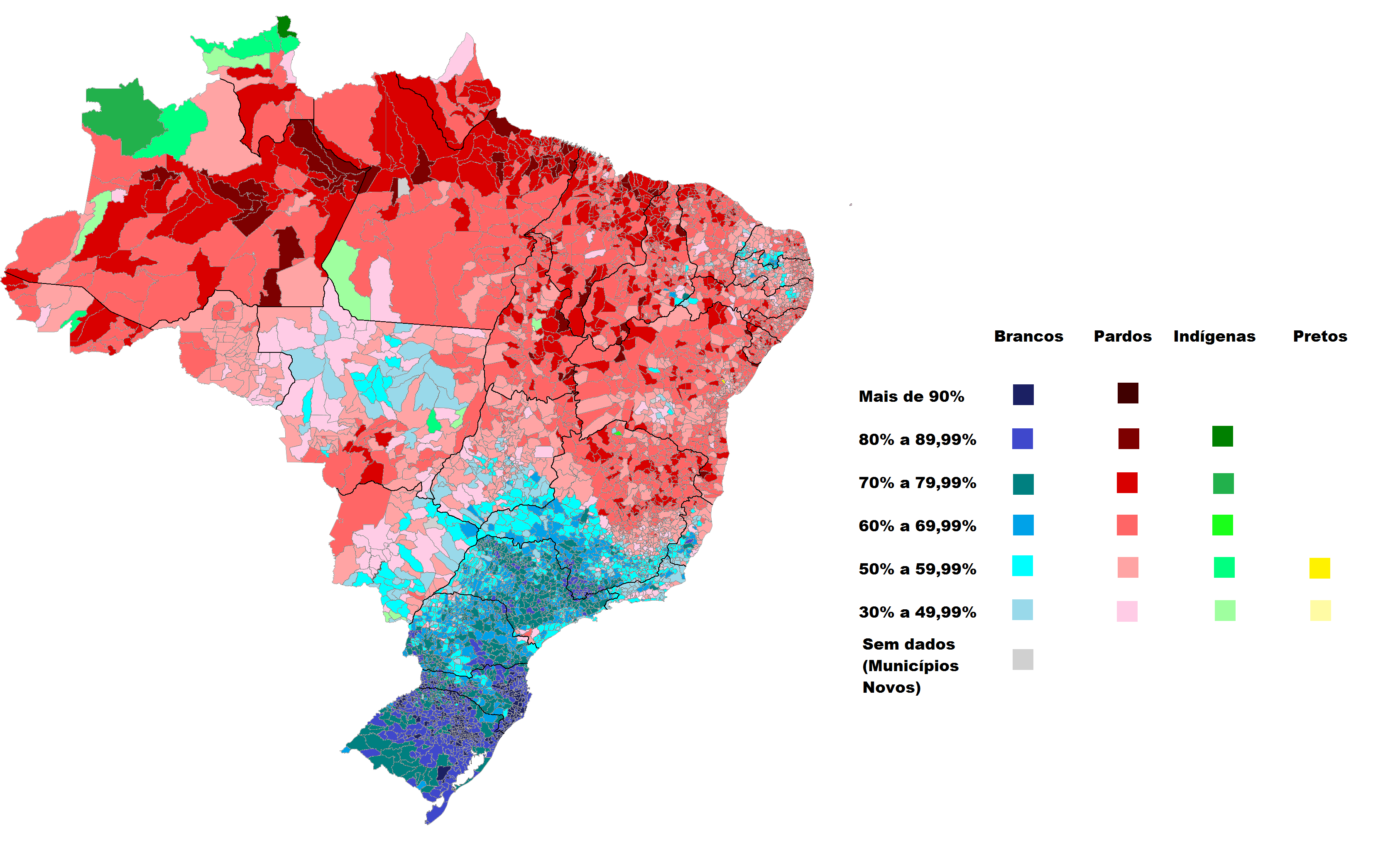
Mapa dos municípios do Brasil, mostrando que a maior concentração de pardos se dá no Norte e no Nordeste do país (censo de 2010)

As regiões do Brasil por porcentagem de indivíduos pardos, segundo dados do Censo de 2022:
1. Região Norte – 67,15%
2. Região Nordeste – 59,57%
3. Região Centro-Oeste – 52,40%
4. Região Sudeste – 38,7%
5. Região Sul – 21,71%

### Por estado

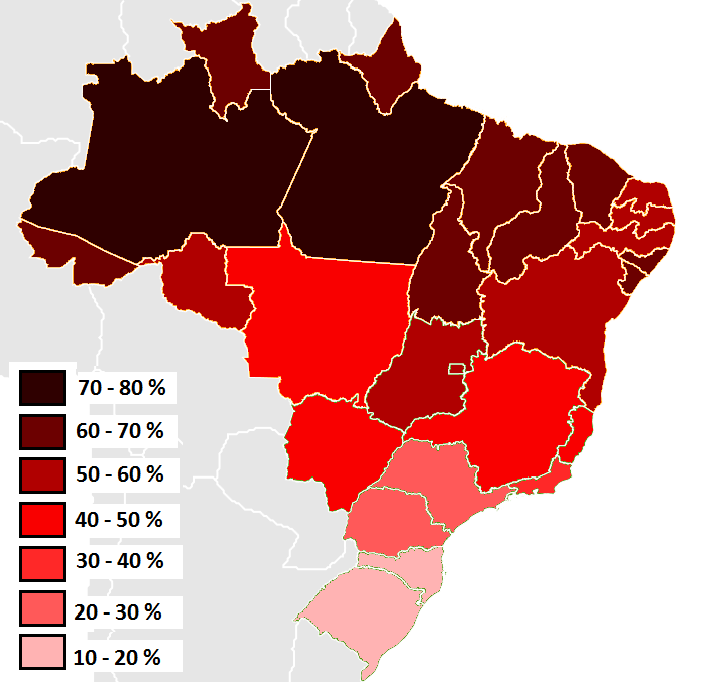
Estados de acordo com a percentagem de pardos em 2009

Segundo dados divulgados pelo Instituto Brasileiro de Geografia e Estatística do Censo de 2022, dos dez estados brasileiros com maior população parda, cinco estavam na Região Norte e cinco na Região Nordeste:
1. Pará – 69,67%
2. Amazonas – 68,79%
3. Maranhão – 66,39%
4. Acre – 66,25%
5. Amapá – 65,28%
6. Piauí – 64,83%
7. Ceará – 64,71%
8. Tocantins – 62,14%
9. Sergipe – 61,61%
10. Alagoas – 60,36%

### Por município
Segundo dados do Censo de 2022 feito pelo Instituto Brasileiro de Geografia e Estatística, os dez municípios brasileiros com maior população parda estavam localizados nos estados do Amazonas, Pará e Maranhão. Sete estavam na na Região Norte e três na Região Nordesteː
1. Boa Vista do Ramos (Amazonas) – 92,68%
2. São João da Ponta (Pará) – 87,43%
3. Tracuateua (Pará) – 87,40%
4. Cachoeira Grande (Maranhão) – 86,23%
5. Urucará (Amazonas) – 86,21%
6. Nhamundá (Amazonas) – 86,20%
7. Primeira Cruz (Maranhão) – 85,57%
8. Augusto Corrêa (Pará) – 85,49%
9. Belágua (Maranhão) – 85,22%
10. Caapiranga (Amazonas) – 84,98%